# Sestava Československé hokejové reprezentace na ME 1923
Pro československé hokejisty začal turnaj utkáním právě se Švédy. Ještě několik minut před koncem obhájci evropského titulu vedli, ale přesto podlehli, což je poznamenali i do dalšího utkání. V něm nečekaně prohráli s mužstvem Francie. Výhra nad domácími Belgičany alespoň československému týmu zachránila možnost bojovat o třetí místo, které si pojistilo vysokou výhrou nad opět beznadějně posledními Švýcary. V turnaji nedošlo ani jednou na nerozhodný výsledek a jakýmsi neoficiálním finále se tak stal duel dosud neporaženého Švédska s Francouzi. Francie mohla být i přes prohru se svojí premiérou na hokejovém mistrovství Evropy spokojena.

## Tabulka
| Medaile | Mužstvo        |
| ------- | -------------- |
| Zlato   | Švédsko        |
| Stříbro | Francie        |
| Bronz   | Československo |

## Sestava
- Jaroslav Stránský
- Jaroslav Řezáč
- Otakar Vindyš
- Karel Hartmann
- Jaroslav Hamáček
- Miloslav Fleischmann
- Jaroslav Jirkovský
- Karel Pešek-Káďa
- Valentin Loos
- Josef Šroubek
- Josef Maleček
- Karel Koželuh

Trenérem tohoto výběru byl
| Sestava Československé hokejové reprezentace na ME                  | Sestava Československé hokejové reprezentace na ME           | Sestava Československé hokejové reprezentace na ME                |
| ------------------------------------------------------------------- | ------------------------------------------------------------ | ----------------------------------------------------------------- |
| Předchůdce: Sestava Československé hokejové reprezentace na ME 1922 | 1923 Sestava Československé hokejové reprezentace na ME 1923 | Nástupce: Sestava Československé hokejové reprezentace na ME 1925 |